# Gui de Melun
Gui de Melun (deutsch: Guido von Melun; † nach Sommer 1249) war ein französischer Kreuzritter und Chronist im 13. Jahrhundert.
Gui war ein Ritter im Haushalt des Vizegrafen von Melun und schloss sich 1248 dem Kreuzzug nach Ägypten (Sechster Kreuzzug) unter dem König Ludwig IX. dem Heiligen an. Nach der Einnahme der Hafenstadt Damiette im Juni 1249 schrieb er einen Brief an seinen Halbbruder „B. von Chartres“, welcher Student in Paris war, in dem er vom bisherigen Kreuzzugsverlauf berichtet. Der Originalbrief ist nicht mehr erhalten, allerdings wurde sein Inhalt vollständig von dem englischen Chronisten Matthäus Paris in dessen Chronica Majora transkribiert und ist daher noch heute einlesbar.
Gui war ein einfacher Ritter und nicht in die Planungs- und Führungsebene des Kreuzfahrtunternehmens involviert, weshalb seine Beschreibungen über dieses dem Erlebnisbericht eines einfachen Kämpfers entspricht. Damit bietet er zu den Berichten von Jean de Joinville oder Jean de Beaumont, welche dem persönlichen Umfeld des Königs angehörten, einen alternativen Einblick in das Unternehmen. So gibt Guis Brief beispielsweise einen Aufschluss über den Grad an Geheimhaltung, denn Ludwig IX. bezüglich des Ziels des Kreuzzuges ausgab. So war ihm bei der Abreise von Zypern zwar bewusst, dass der Angriff auf Ägypten erfolgen würde, allerdings gegen die Metropole Alexandria. Entsprechend überrascht war Gui als die Flotte an der Küste vor Damiette anlandete, was er sich eher wegen der widrigen Wetterbedingungen auf der Überfahrt erklärte. Weiter beschreibt er den Kampf an der Küste und den anschließenden Einzug in die Stadt, nachdem er deren fluchtartige Aufgabe durch die muslimische Besatzung beobachtete. Weiter beschrieb er den Tod des Grafen Hugo X. von Lusignan aufgrund mehrerer Verwundungen, welche dieser im Kampf davongetragen hatte.
Als Gui seinen Brief schrieb, stand der weitere Kreuzzugsverlauf noch zur Planung an. Wie er berichtet, berieten die hohen Herren gerade mit dem König den weiteren Marsch Richtung Alexandria oder Kairo. Seinem Adressaten beabsichtigte er über den Fortgang des Kreuzzugs einen weiteren Brief zu schreiben oder über einen Mittelsmann Bericht zu erstatten, welcher im Frühjahr 1250 in die Heimat reisen sollte. Ob er je Gelegenheit dazu hatte, ist unbekannt.